# Musikjahr 1901
Liste der Musikjahre

◄◄ | ◄ | 1897 | 1898 | 1899 | 1900 | Musikjahr 1901 | 1902 | 1903 | 1904 | 1905 | ► | ►►

Weitere Ereignisse
Dieser Artikel behandelt das Musikjahr 1901.

## Ereignisse
- 16. März: In Moskau erlebt die 1. Sinfonie von Alexander Skrjabin ihre erste vollständige Aufführung (mit Chorfinale).
- 18. April: Die Sopranistin Mariska Horvath heiratet den Politiker J. Frank Aldrich.
- 27. Oktober: Erste komplette Aufführung von Sergei Rachmaninoffs 2. Klavierkonzert in Moskau

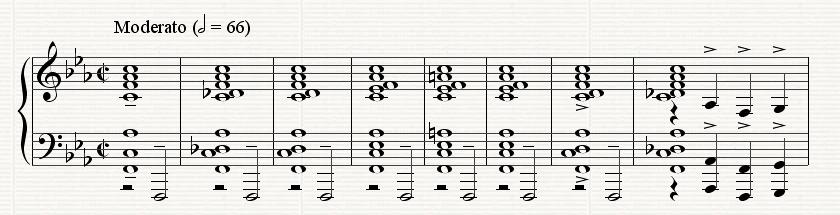
Sergei Rachmaninoff – 2. Klavierkonzert – Die ersten acht Akkorde des Konzerts

- 25. November: Premiere von Gustav Mahlers 4. Sinfonie
- Die Universal Edition AG wird in Wien gegründet.
- Enrique Granados gründet die Academia Granados in Spanien.
- Geraldine Farrar feiert ihr Operndebüt.
- Percy Grainger gibt sein Konzertdebüt.
- Der 15-jährige Agustín Barrios erhält ein Musikstipendium für die Universität Asunción.
- Ragtime erweist sich großer Beliebtheit.
- In Berlin findet erstmals das Bachfest statt.

### Klassische Musik
- Hakon Børresen – Streichsextett G-Dur op. 5
- Frank Bridge – Scherzo Phantastick, Streichquintett in e-moll
- André Caplet – Myrrha (Kantate)
- Ernő Dohnányi – 1. Symphonie in d-moll, op. 9
- Felix Draeseke – Streichquintett op. 77 in F-Dur für zwei Violinen, Viola und zwei Celli
- George Enescu –
  - Rhapsodie roumaine No. 1 in A-Dur, op. 11, no. 1
  - Rhapsodie roumaine No. 2 in D-Dur, op. 11, no. 2
  - Symphonie concertante für Cello und Orchester in h-moll, op. 8
- Alexander Glazunov – Klaviersonaten 1 und 2 op. 74 und 75 in b-moll und e-moll
- Gustav Mahler – 4. Sinfonie in G-Dur
- Sergei Rachmaninoff
  - Suite Nr. 2 für zwei Klaviere op. 17
  - 2. Klavierkonzert in c-moll, op.18, Uraufführung am 9. November in Moskau
- Ottorino Respighi – Streichquintett für zwei Violinen, zwei Violen und Cello
- Christian Sinding – Violinkonzert Nr. 2 D-Dur op. 60, Uraufführung am 20. Oktober in Berlin
- Sergei Iwanowitsch Tanejew – Streichquintett op. 14 in G-Dur für zwei Violinen, Viola und zwei Celli
- Ludwig Thuille – Klavierquintett op. 20 in Es-Dur

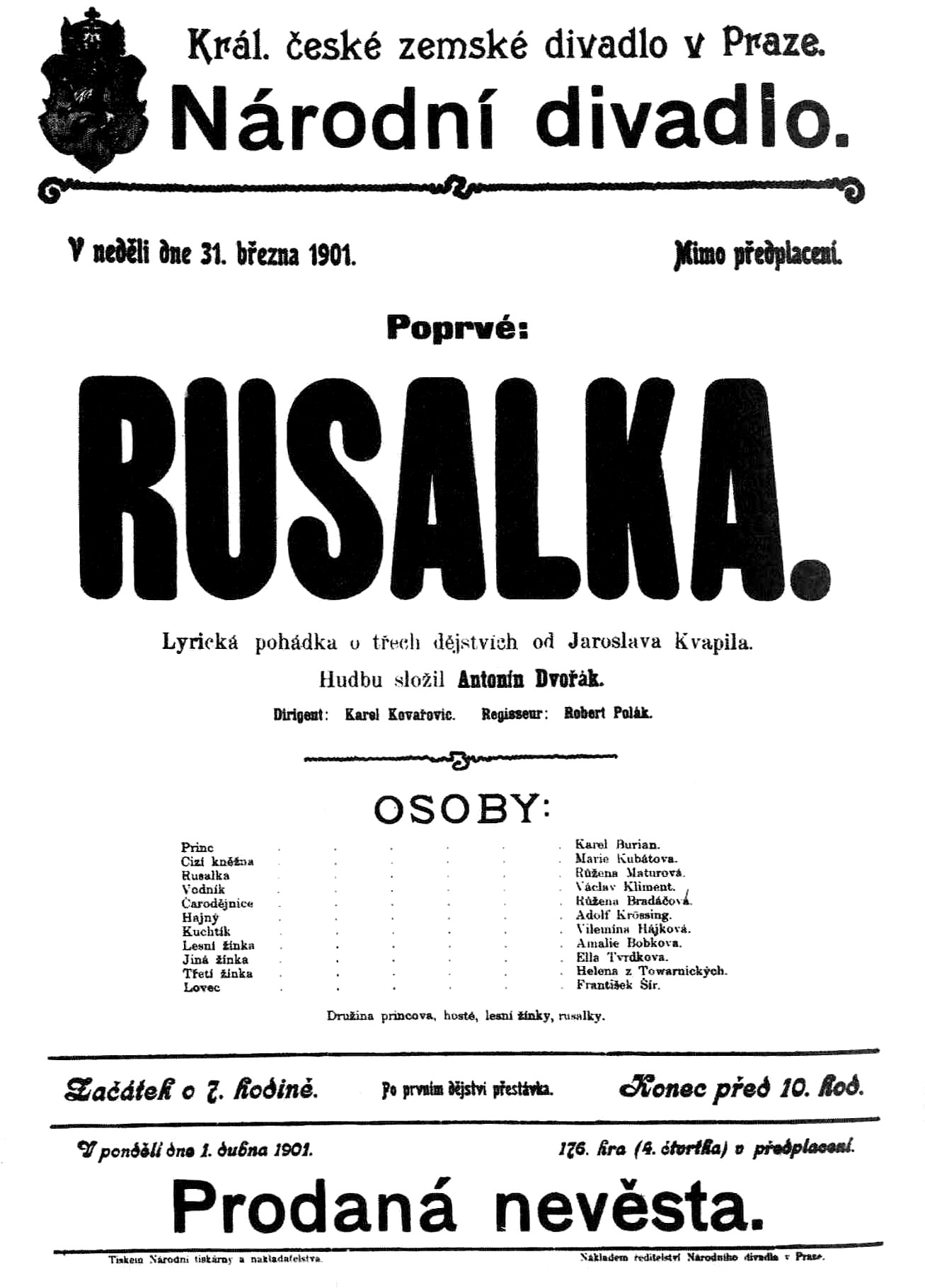
Antonín Dvořák – Rusalka – Plakat zur Uraufführung in Prag

### Oper und Operette
- 5. Oktober: Am Dresdner Residenztheater findet die Uraufführung der Operette Jadwiga von Rudolf Dellinger statt.
- 20. November: Die Uraufführung der Oper Grisélidis von Jules Massenet findet an der Opéra-Comique in Paris statt.
- 21. November: Das Singgedicht Feuersnot von Richard Strauss wird in Dresden uraufgeführt.
- Pietro Mascagni – Le maschere Oper, Uraufführung 17. Januar zeitgleich in sechs italienischen Theatern
- Frederick Delius – A Village Romeo and Juliet
- Antonín Dvořák – Rusalka, Uraufführung am 31. März am Nationaltheater in Prag
- Enrique Granados – Picarol
- Charles Villiers Stanford – Much Ado About Nothing
- Edmund Eysler – Das Gastmahl des Lucullus (Operette)
- Robert Stolz – Studentenulke (Operette)

### Musical
- Blue Bell In Fairyland: London-Produktion West End Theatre
- A Chinese Honeymoon: London-Produktion am Strand Theatre; Uraufführung am 5. Oktober; Laufzeit: 1075 Vorstellungen
- The Emerald Isle: London-Produktion am Savoy Theatre; Uraufführung am 27. April; Laufzeit: 205 Vorstellungen
- The Fortune Teller: London-Produktion am Shaftesbury Theatre; Uraufführung am 7. April
- Hoity-Toity: Broadway-Revue an der Weber and Fields Music Hall; Uraufführung am 5. September; Laufzeit: 225 Vorstellungen
- Kitty Grey: London-Produktion am Apollo Theatre; Uraufführung am 7. September; Laufzeit: 220 Vorstellungen
- The Little Duchess: Broadway-Produktion am Casino Theatre; Uraufführung am 14. Oktober; Laufzeit: 136 Vorstellungen
- The Rogers Brothers In Washington: Broadway-Produktion am Knickerbocker Theatre; Uraufführung am 2. September; Laufzeit: 49 Vorstellungen
- The Silver Slipper: London-Produktion am Lyric Theatre; Uraufführung am 1. Juni; Laufzeit: 197 Vorstellungen
- The Supper Club: Broadway-Produktion am Winter Garden Theatre; Uraufführung am 23. Dezember; Laufzeit: 40 Vorstellungen
- The Toreador: London-Produktion am Gaiety Theatre; Uraufführung am 17. Juni

### Unterhaltungsmusik

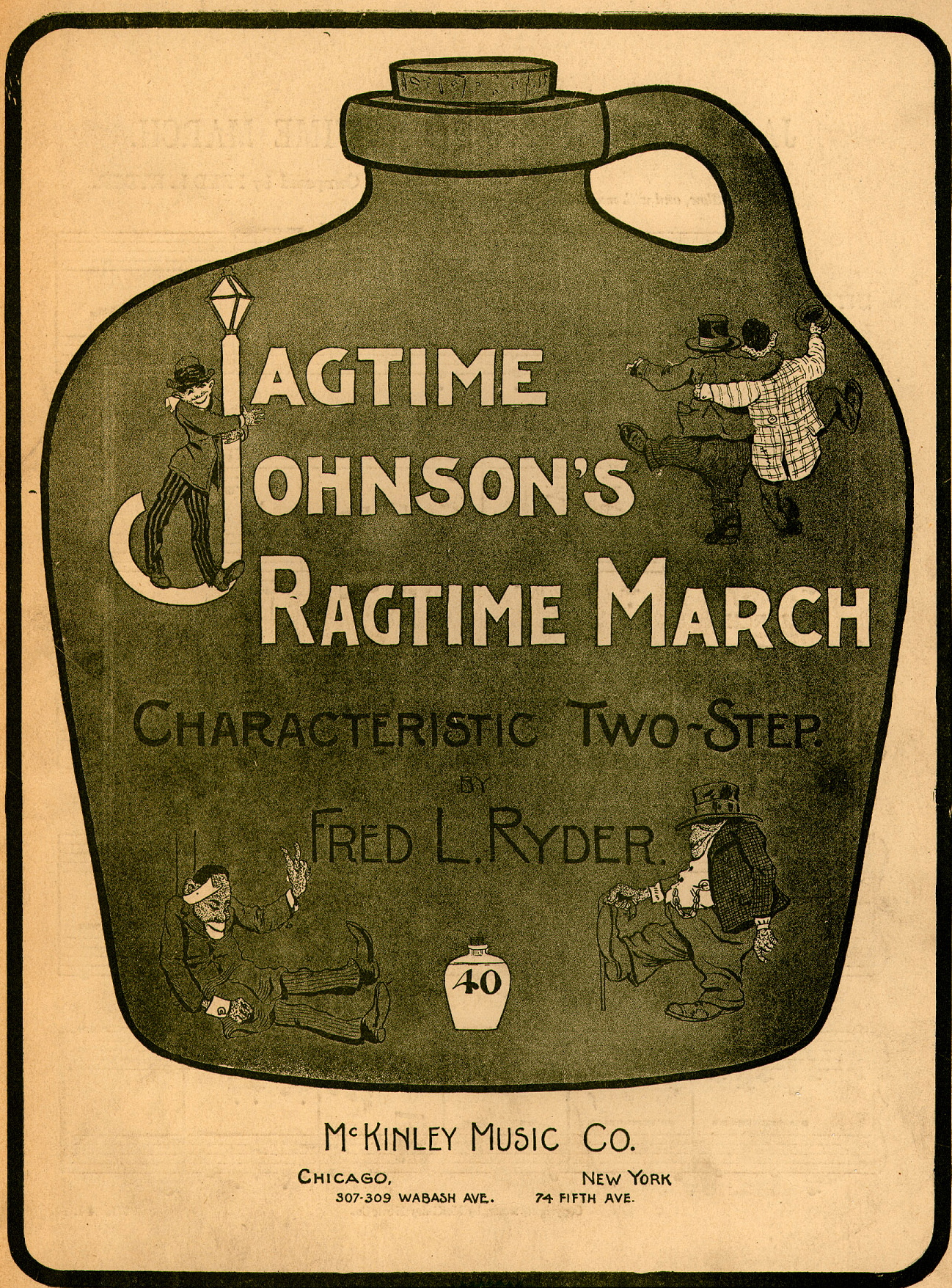

- Ain’t That A Shame – Text: John Queen; Musik: Walter Wilson
- All That Glitters Is Not Gold – Text: George A. Norton; Musik: James W. Casey
- Any Old Place I Can Hang My Hat Is Home Sweet Home To Me – Text: William Jerome; Musik: Jean Schwartz
- At The Pan-I-Marry-Can – Text: Harry Dillon; Musik: John Dillon
- Baby Mine – Text: Raymond A. Browne; Musik: Leo Friedman
- The Billboard – Musik: John N. Klohr
- Blaze Away – Musik: Abe Holzmann
- Coon! Coon! Coon! – Text & Musik: Leo Friedman & Gene Jefferson
- The Country Girl – Text: Stanislaus Stange; Musik: Julian Edwards
- Davy Jones’ Locker – Text & Musik: H. W. Petrie
- Don’t Put Me Off At Buffalo Any More – Text: William Jerome; Musik: Jean Schwartz
- Down Where The Cotton Blossoms Grow – Text: Andrew B. Sterling; Musik: Harry Von Tilzer
- Eyes Of Blue, Eyes Of Brown – Text & Musik: Costen & Andrew B. Sterling
- Flora, I Am Your Adorer – Text: Vincent P. Bryan; Musik: Charles Robinson
- The Fortune Telling Man – Text & Musik: Bert Williams & George Walker
- Go Way Back And Sit Down – Text: Elmer Bowman; Musik: Al Johns
- Good Morning, Carrie – Text: Cecil Mack; Musik: Chris Smith & Elmer Bowman
- He Calls Me His Own Grace Darling – Text & Musik: Lawrence Barclay
- He Laid Away A Suit Of Gray To Wear The Union Blue – Text: Edward M. Wickes; Musik: Ben Jansen
- He Ought To Have A Tablet In The Hall of Fame – Text: Arthur L. Robb; Musik: John Walter Bratton
- Hello Central, Give Me Heaven – Text & Musik: Charles K. Harris
- Hiawatha – Text: James O’Dea (1903 verfasst); Musik: Neil Moret
- High Society – Text & Musik: Porter Steele
- Hoity-Toity – Text: Edgar Smith; Musik: John Stromberg
- Jagtime Johnson’s Ragtime March – Text & Musik: Fred L. Ryder
- The Honeysuckle And The Bee – Text: Albert H. Fitz; Musik: William H. Penn
- I Ain’t A-goin’ To Weep No More – Text: George Totten Smith; Musik: Harry von Tilzer
- I Hate To Get Up Early In The Morning – Text: John Queen; Musik: Hughie Cannon
- I Love You Truly – Text & Musik: Carrie Jacobs-Bond
- I Want To Be A Lidy – Text: George Dance; Musik: George Dee
- If You Love Your Baby, Make Dem Goo-Goo Eyes – Text: Bert Williams; Musik: George Walker
- I’ll Be With You When The Roses Bloom Again – Text: Will D. Cobb; Musik: Gus Edwards
- I’m Tired – Text: William Jerome; Musik: Jean Schwartz
- In The Shade Of The Palm – Text & Musik: Leslie Stuart
- The Invincible Eagle March – Text & Musik: John Philip Sousa
- It Seems Like Yesterday – Text: Frederic Ranken; Musik: Isidore Witmark
- I’ve Grown So Used To You – Text & Musik: Thurland Chattaway
- Josephine, My Jo – Text: Cecil Mack; Musik: James Tim Brymn
- Just A-Wearyin’ For You – Text: Frank Lebby Stanton; Musik: Carrie Jacobs-Bond
- The Maiden With The Dreamy Eyes – Text: James Weldon Johnson & Bob Cole; Musik: J. Rosamond Johnson
- Mamie, Don’t You Feel Ashamie – Text: Will D. Cobb; Musik: Gus Edwards
- Mighty Lak’ A Rose – Text: Frank Lebby Stanton; Musik: Ethelbert Nevin
- My Castle On The Nile – Text: Bob Cole & James Weldon Johnson; Musik: J. Rosamond Johnson
- My Japanese Cherry Blossom – Text: Edgar Smith; Musik: John Stromberg
- My Lady Hottentot – Text: William Jerome; Musik: Harry von Tilzer
- My Lonesome Little Louisiana Lady – Text: Will D. Cobb; Musik: Gus Edwards
- My Own United States – Text: Stanislaus Stange; Musik: Julian Edwards
- My Princess Zulu Lulu – Text & Musik: Dave Reed Jr
- Nancy Brown – Text & Musik: Clifton Crawford
- O Dry Those Tears! – Text & Musik: Teresa del Riego
- Oh! Oh! Miss Phoebe – Text: Andrew B. Sterling; Musik: Harry von Tilzer
- Panamericana – Musik: Victor Herbert
- The Phrenologist Coon – Text: Ernest Hogan; Musik: Will Accooee
- A Picture Without A Frame – Text & Musik: Al Wilbur & Harry Jonnes
- Rusty Rags – Text & Musik: Ossman
- Sally’s Sunday Hat – Text: Will D. Cobb; Musik: Gus Edwards
- Serenade – Text: Jerry Gray & Herb Hendler; Musik: Riccardo Drigo
- Seven Songs as Unpretentious as the Wild Rose – Text & Musik: Carrie Jacobs-Bond
- She’s Getting More Like The White Folks Every Day – Text & Musik: Bert Williams & George Walker
- A Signal from Mars – Text & Musik: E. T. Paull
- Simple Little Sister Mary Green w.m. Clifton Crawford
- Somehow It Made Him Think Of Home w. Frederic Ranken m. Isidore Witmark
- Sunflower Slow Drag – Musik: Scott Joplin & Scott Hayden

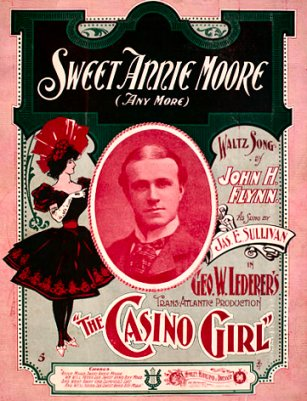

- Sweet Annie Moore – Text & Musik: John H. Flynn
- Tact – Text & Musik: Leslie Stuart
- The Tale Of A Bumble Bee – Text: Frank Pixley; Musik: Gustav Luders
- Tell Me Dusky Maiden – Text: James Weldon Johnson & Bob Cole; Musik: J. Rosamond Johnson
- Tell Us Pretty Ladies – Text: Edgar Smith; Musik: John Stromberg
- There’s No North Or South Today – Text & Musik: Paul Dresser
- Tobermory – Text & Musik: Harry Lauder
- Way Down In Indiana – Text & Musik: Paul Dresser
- Way Down Yonder In The Cornfield – Text: Will D. Cobb; Musik: Gus Edwards
- We Shall Overcome – Text: C. Albert Tindley; Musik: 1794 "O Sanctissima".
- The Wedding Of Reuben And The Maid – Text: Harry B. Smith; Musik: Maurice Levi
- When It’s All Goin’ Out And Nothin’ Comin’ In – Text & Musik: Bert Williams & George Walker
- When Mr Shakespeare Comes To Town – Text: William Jerome; Musik: Jean Schwartz
- When The Boys Go Marching By – Text & Musik: Charles W. Doty
- When Two Little Hearts Are One – Text: Edgar Smith; Musik: John Stromberg
- Where The Silv’ry Colorado Wends Its Way – Text: C. H. Scoggins; Musik: Charles Avril
- Zamona – Text: Frederic Ranken; Musik: William Loraine

### Musikaufnahmen
- A German Minstrel – George P. Watson on Edison Records
- Good Evening Carrie – Dan W. Quinn
- In the Shade of the Old Apple Tree – William Baird
- Just As the Sun Went Down – J.J. Fisher on Consolidated Phonograph

## Musikinstrumente
- Der Sohn des Orgelbauers John Abbey, John Albert Abbey, baut die Orgel im Konzertsaal Humbert de Romans in Paris.[1]

## Geboren

### Januar bis März
- 03. Januar: Hans Sattler, deutscher Komponist, Musiker und Autor († 1959)
- 09. Januar: Ishman Bracey, US-amerikanischer Blues-Sänger und Gitarrist († 1970)

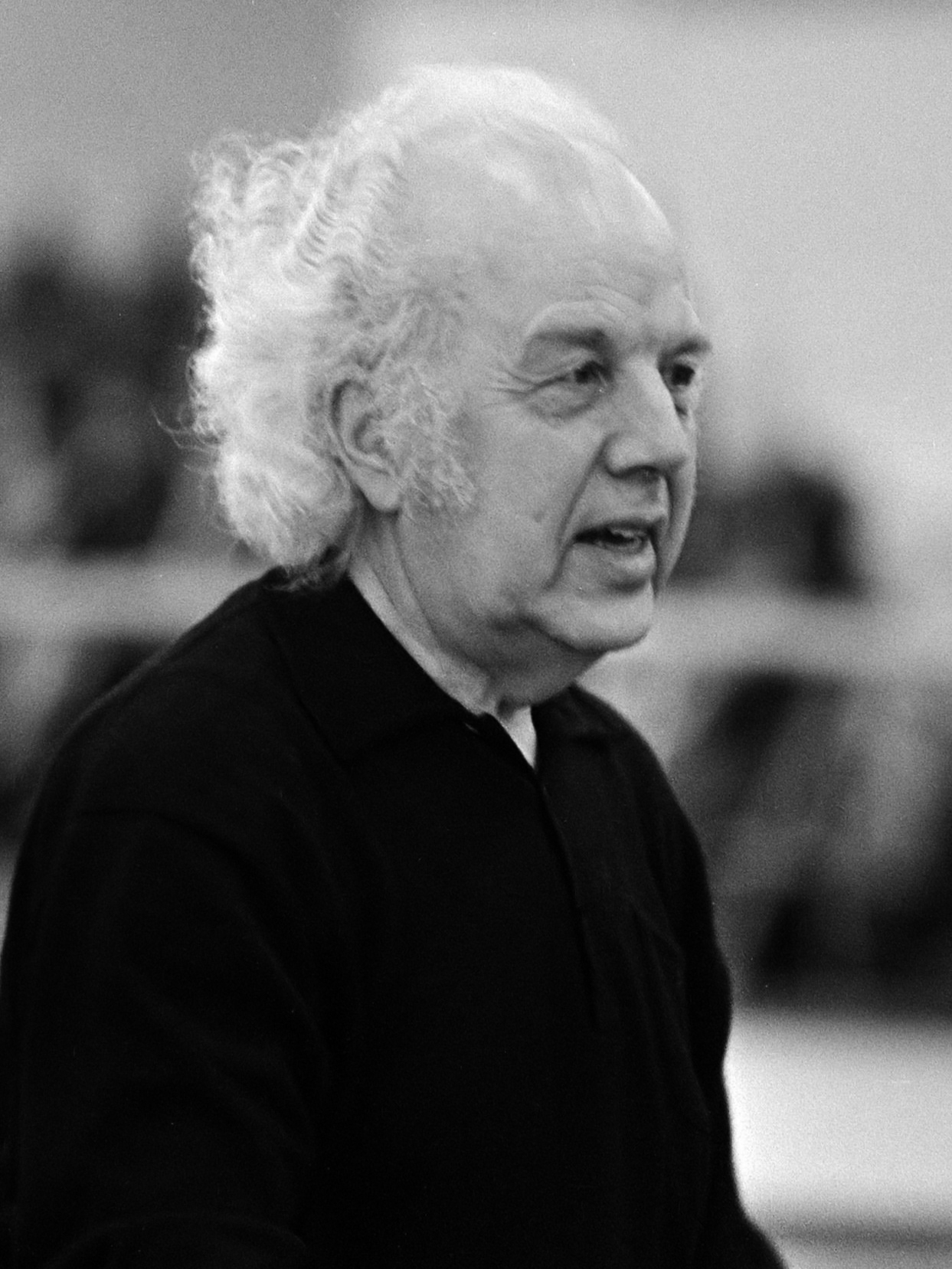
Kurt Jooss; * 12. Januar

- 12. Januar: Kurt Jooss, deutscher Tänzer und Choreograf († 1979)
- 15. Januar: Franz Heigl, österreichischer Sänger, Schauspieler und Unterhaltungskünstler († 1992)
- 22. Januar: Hans Erich Apostel, deutsch-österreichischer Komponist († 1972)
- 24. Januar: Walther Bullerdiek, deutscher Schauspieler, Hörspielsprecher und Komponist († 1971)
- 25. Januar: Roman Cycowski, polnisch-US-amerikanischer Sänger; Mitglied der Comedian Harmonists († 1998)
- 30. Januar: Ramón Díaz Freeman, dominikanischer Komponist, Fagottist und Organist († 1976)
- 30. Januar: Siegfried Michael Zehendner, deutscher Lehrer und Komponist († 1975)

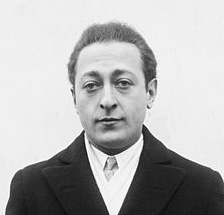
Jascha Heifetz; * 2. Februar

- 02. Februar: Jascha Heifetz, US-amerikanischer Violinist litauischer Herkunft († 1987)
- 02. Februar: Walter Vinson, US-amerikanischer Blues-Gitarrist und Sänger († 1975)
- 11. Februar: August Seider, deutscher Sänger und Opernsänger († 1989)
- 12. Februar: Karim Abdullayev, sowjetisch-usbekischer Komponist († 1977)
- 15. Februar: Kokomo Arnold, US-amerikanischer Blues-Musiker († 1968)
- 15. Februar: Jupp Schmitz, deutscher Unterhaltungskünstler und Sänger († 1991)
- 16. Februar: Wayne King, US-amerikanischer Saxophonist und Bigband-Leiter († 1985)
- 17. Februar: Friedrich Wilhelm Dustmann, deutscher Tontechniker († 1997)
- 20. Februar: César Geoffray, französischer Komponist und Chorleiter († 1972)
- 21. Februar: Hermann Pabel, deutscher Organist, Chorleiter, Komponist und Musikpädagoge († 1945)
- 22. Februar: Cosmé McMoon, mexikanisch-US-amerikanischer Pianist und Komponist († 1980)
- 22. Februar: Mira Zimińska, polnische Schauspielerin, Sängerin und Theaterregisseurin († 1997)
- 24. Februar: Willy Czernik, deutscher Operetten- und Filmkomponist († 1996)
- 25. Februar: Jan Broekhuis, niederländischer Komponist († 1974)
- 04. März: Erwin Hartung, deutscher Sänger († 1986)
- 04. März: Piotr Perkowski, polnischer Komponist († 1990)
- 05. März: Leni Timmermann, deutsche Pianistin, Komponistin und Autorin († 1992)
- 07. März: Montserrat Campmany i Cortés, katalanische Pianistin, Sängerin, Pädagogin und Komponistin († 1995)
- 07. März: Mali Trummer, deutsche Sopranistin an der Weimarer Staatskapelle († 1991)
- 08. März: Enrique Rodríguez, argentinischer Bandoneonist, Bandleader und Tangokomponist († 1971)
- 13. März: Norman Woodlieff, US-amerikanischer Old-Time-Musiker († 1985)
- 15. März: Theo Uden Masman, niederländischer Pianist und Journalist († 1965)
- 15. März: Gertrud Strauss-Höfer, deutsche Violinistin und Opfer des NS-Regimes († 1970)
- 17. März: Genrich Iljitsch Litinski, russisch-sowjetischer Komponist und Hochschullehrer († 1985)
- 18. März: Tatjana Gsovsky, russisch-deutsche Tänzerin, Choreografin und Ballettmeisterin († 1993)
- 19. März: Josef M. Kratky, österreichischer Kapellmeister, Alleinunterhalter und Komponist († 1975)
- 22. März: Oliver Strunk, US-amerikanischer Musikwissenschaftler und -pädagoge († 1980)
- 25. März: Richard Myers, US-amerikanischer Songwriter, Komponist und Produzent († 1977)
- 27. März: Enrique Santos Discépolo, argentinischer Musiker, Komponist und Bühnenautor († 1951)

### April bis Juni
- 04. April: Adam Adrio, deutscher Musikwissenschaftler († 1973)
- 10. April: Hans Pezold, deutscher Musikwissenschaftler und Hochschullehrer († 1984)
- 11. April: Theodor Rogalski, rumänischer Komponist († 1954)
- 12. April: Leo Morizewitsch Ginsburg, russischer Dirigent und Hochschullehrer († 1979)
- 21. April: Julián Bautista, argentinischer Komponist spanischer Herkunft († 1961)
- 28. April: Corry Vonk, niederländische Kabarettistin, Sängerin und Schauspielerin († 1988)
- 03. Mai: Hugo Friedhofer, US-amerikanischer Filmkomponist († 1981)

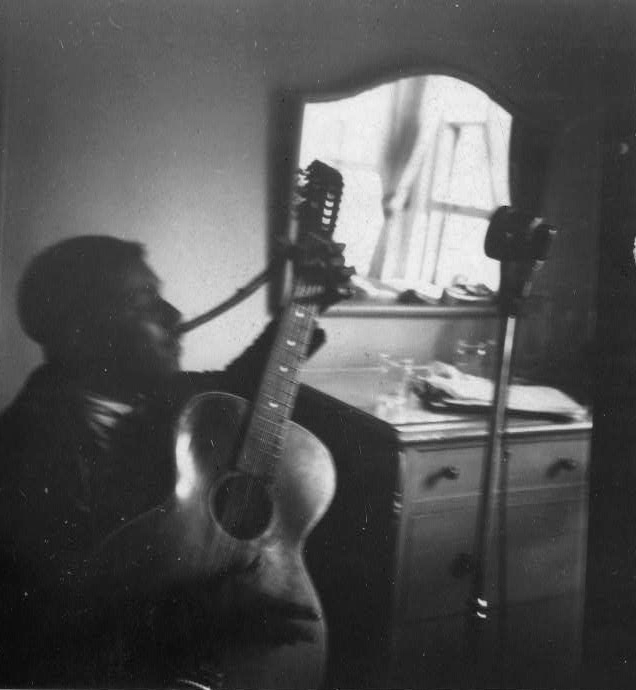
Blind Willie McTell; * 5. Mai

- 05. Mai: Blind Willie McTell, US-amerikanischer Blues-Musiker († 1959)
- 07. Mai: Marcel Poot, belgischer Komponist († 1988)
- 08. Mai: Ernst Schiffmann, deutscher Komponist († 1980)
- 09. Mai: Fuzzy Knight, US-amerikanischer Schauspieler und Songwriter († 1976)
- 14. Mai: Anton Paulik, österreichischer Dirigent († 1975)
- 16. Mai: Birch Monroe, US-amerikanischer Country-Musiker († 1982)
- 17. Mai: Werner Egk, deutscher Komponist († 1983)

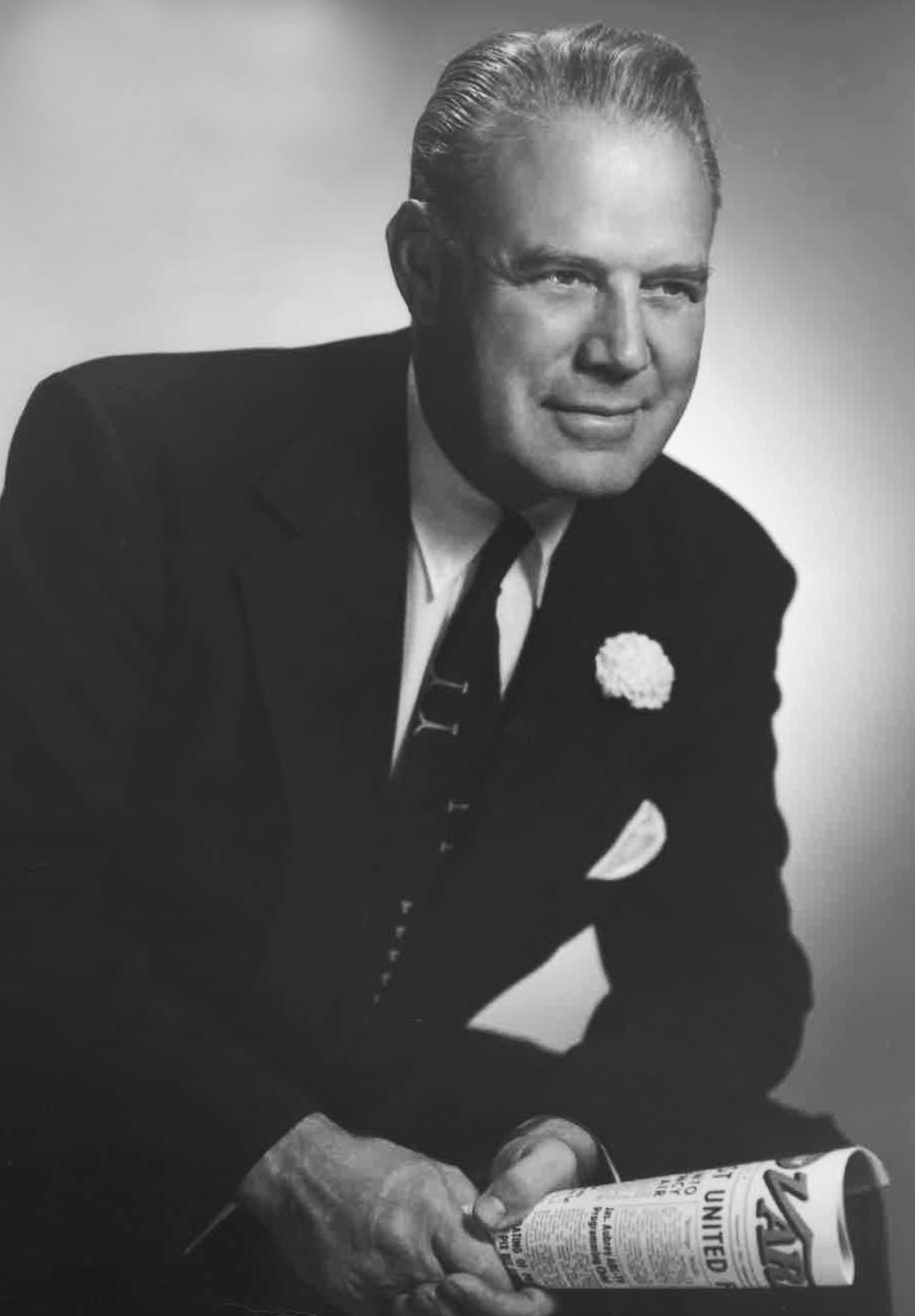
Horace Heidt; * 21. Mai

- 21. Mai: Horace Heidt, US-amerikanischer Bandleader, Pianist und Entertainer († 1986)
- 23. Mai: Semjon Lwowitsch Ginsburg, russischer Musikwissenschaftler († 1978)
- 23. Mai: Edmund Rubbra, britischer Komponist und Pianist († 1986)
- 30. Mai: Mieczysław Fogg, polnischer Chansonsänger († 1990)
- 30. Mai: Frankie Trumbauer, US-amerikanischer Jazz-Musiker und Saxophonist († 1956)
- 05. Juni: Kurt Heuser, deutscher Theaterkapellmeister und Komponist († 1965)
- 07. Juni: Arthur von Freymann, deutscher Geiger und Dirigent († 1978)
- 10. Juni: René Benedetti, französischer klassischer Violinist und Musikpädagoge († 1975)
- 10. Juni: Frederick Loewe, US-amerikanischer Komponist österreichischer Herkunft († 1988)
- 16. Juni: Conrad Beck, schweizerischer Komponist († 1989)
- 21. Juni: Colette Andris, französische Schauspielerin, Varietékünstlerin und Schriftstellerin († 1936)
- 22. Juni: Luís Armando Rivera, dominikanischer Komponist, Pianist und Geiger († 1986)
- 24. Juni: Marcel Mule, französischer Saxophonist und Komponist († 2001)
- 24. Juni: Harry Partch, US-amerikanischer Komponist, Instrumentenbauer und Musiktheoretiker († 1974)
- 29. Juni: Nelson Eddy, US-amerikanischer Sänger und Schauspieler († 1967)

### Juli bis September
- 03. Juli: Ruth Crawford Seeger, US-amerikanische Komponistin († 1953)
- 07. Juli: Grigori Michailowitsch Kogan, sowjetischer klassischer Pianist, Musikwissenschaftler und Musikpädagoge († 1979)
- 14. Juli: Gerald Finzi, britischer Komponist († 1956)
- 15. Juli: John Wesley Work III, US-amerikanischer Komponist, Pädagoge, Chorleiter und Musikwissenschaftler († 1967)
- 21. Juli: Konrad Stekl, österreichischer Komponist, Dirigent und Musikologe († 1979)
- 23. Juli: Doc Walsh, US-amerikanischer Old-Time-Musiker († 1967)
- 27. Juli: Louise Paichl, österreichische Opernsängerin († 1963)
- 28. Juli: Rudy Vallée, US-amerikanischer Sänger, Bandleader, Saxophonist und Entertainer († 1986)

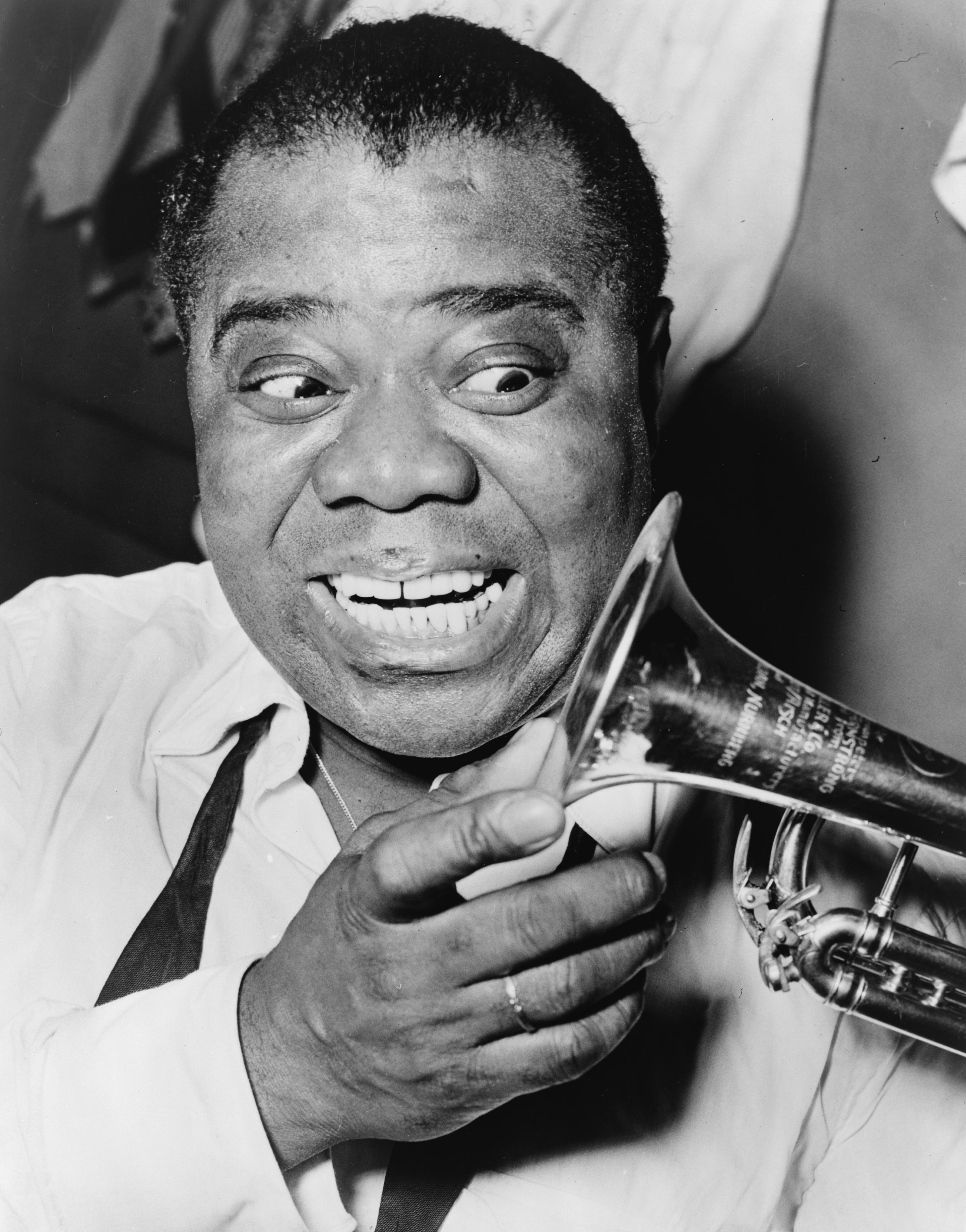
Louis Armstrong; * 4. August

- 04. August: Louis Armstrong, US-amerikanischer Jazz-Trompeter und Sänger († 1971)
- 10. August: Julius Ebenstein, österreichisch-israelischer Violinist, Dirigent und Violinpädagoge († 1962)
- 11. August: Guido Agosti, italienischer Pianist († 1989)

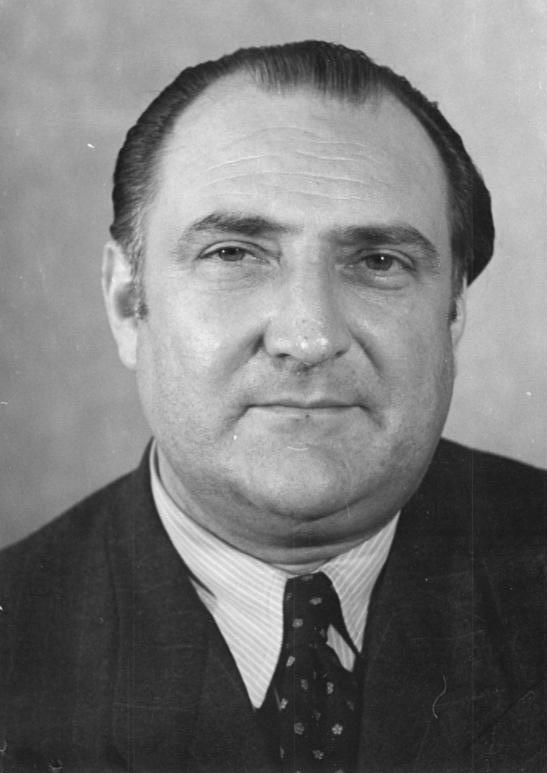
Franz Konwitschny; * 14. August

- 14. August: Franz Konwitschny, deutscher Dirigent († 1962)
- 16. August: Marie-Therese Schmücker, deutsche Musikpädagogin († 1982)
- 23. August: Ludwig Doormann, deutscher Kirchenmusiker († 1992)
- 02. September: Phil Napoleon, US-amerikanischer Jazz-Trompeter und Bandleader († 1990)
- 09. September: Rose Stein, deutsche Harfenistin und Musikpädagogin († 1976)
- 11. September: Príncipe Azul, argentinischer Tangosänger († 1935)
- 12. September: Ernst Pepping, deutscher Komponist († 1981)
- 18. September: Melvin Simonsen, norwegischer Pianist, Organist und Komponist († 1996)
- 23. September: Josef von Matt, Schweizer Schriftsteller, Liedtexter, Buchhändler, Verleger und Antiquar († 1988)
- 25. September: Carlos Suffern, argentinischer Komponist († 1991)
- 26. September: Ted Weems, US-amerikanischer Bandleader, Jazz-Posaunist und Violinist († 1963)

### Oktober bis Dezember
- 02. Oktober: Walther Aeschbacher, schweizerischer Dirigent und Komponist († 1969)
- 02. Oktober: Kiki, französische Sängerin und Schauspielerin († 1953)
- 03. Oktober: Ōki Masao, japanischer Komponist († 1971)
- 04. Oktober: Alfred von Beckerath, deutscher Komponist und Dirigent († 1978)
- 06. Oktober: Harry Adaskin, kanadischer Geiger und Musikpädagoge († 1994)
- 07. Oktober: Ralph Rainger, US-amerikanischer Filmkomponist und Pianist († 1942)
- 08. Oktober: Eivind Groven, norwegischer Komponist, Musikforscher und Musikethnologe († 1977)
- 11. Oktober: Emil Hlobil, tschechischer Komponist und Musikpädagoge († 1987)
- 14. Oktober: Otto Busch, deutscher Organist, Komponist und Musikpädagoge († 1985)
- 18. Oktober: Annette Hanshaw, US-amerikanische Jazzsängerin († 1985)
- 20. Oktober: Frank Churchill, US-amerikanischer Filmkomponist († 1942)
- 20. Oktober: Adelaide Hall, US-amerikanische Jazzsängerin, Schauspielerin und Entertainerin († 1993)
- 22. Oktober: Georg Blumensaat, deutscher Musiker und Funktionär der Hitlerjugend († 1945)
- 22. Oktober: Gustav Scheck, deutscher Flötist († 1984)

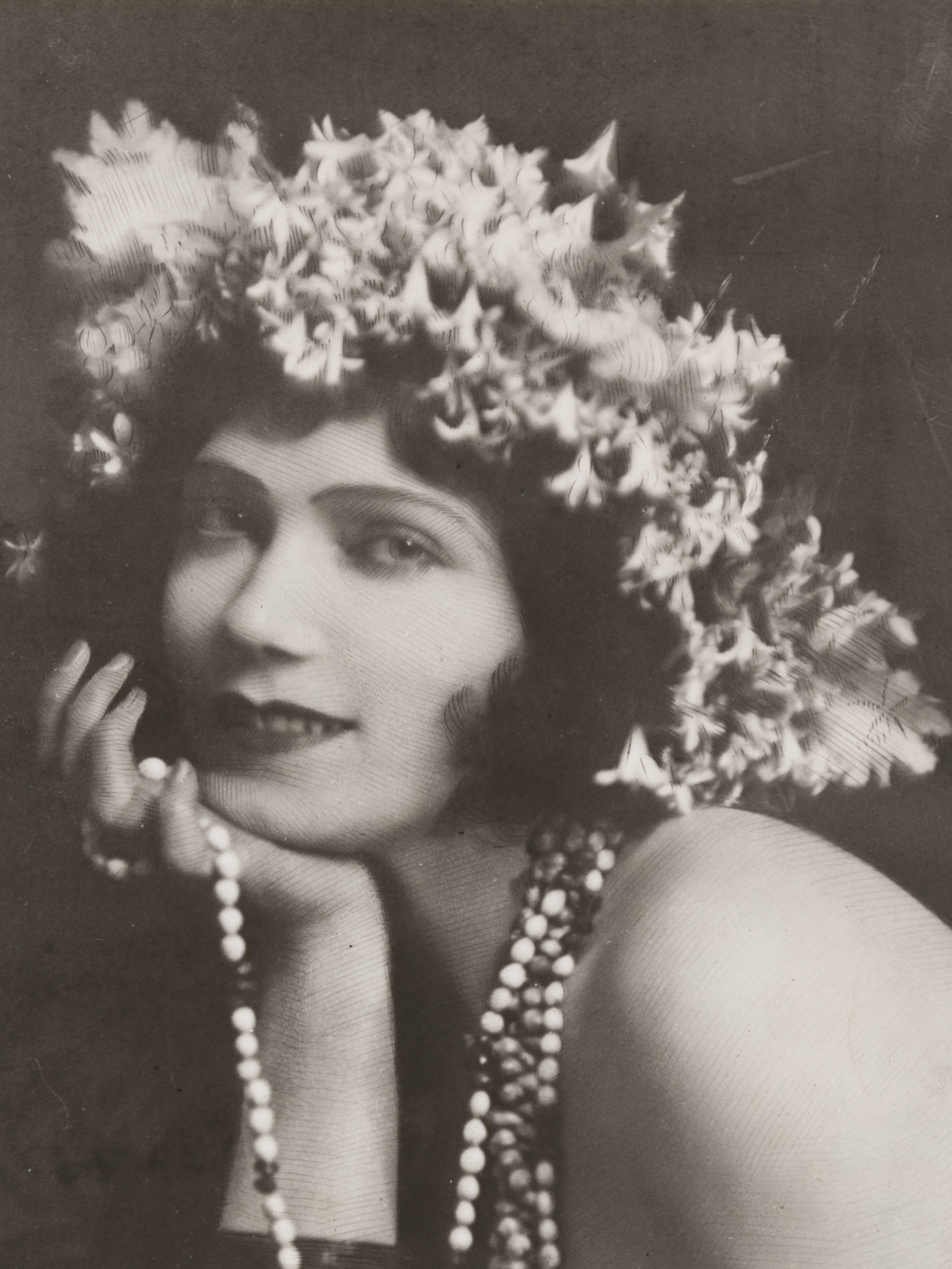
Gilda Gray; * 24. Oktober

- 24. Oktober: Gilda Gray, US-amerikanische Schauspielerin und Tänzerin polnischer Herkunft († 1959)
- 01. November: Hans Heinz Stuckenschmidt, deutscher Musikwissenschaftler und Musikkritiker († 1988)
- 05. November: Etta Moten Barnett, afroamerikanische Sängerin, Schauspielerin und Philanthropistin († 2004)
- 11. November: Rodolfo Zanni, argentinischer Komponist und Dirigent italienischer Abstammung († 1927)
- 12. November: Gerhard Berkowitz, deutscher Musiker, Pianist und Musikdozent († ≈1944)
- 12. November: Peter Epstein, deutscher Musikwissenschaftler und Hochschullehrer († 1932)
- 12. November: Helene Fahrni, Schweizer Sopranistin, Konzert- und Oratoriensängerin sowie Gesangspädagogin († 1985)
- 15. November: Stanisław Szpinalski, polnischer Pianist und Musikpädagoge († 1957)
- 17. November: Guido Waldmann, deutscher Musikpädagoge, Komponist und Pianist († 1990)
- 18. November: Sergius Sax, Schauspieler bei Bühne und Film sowie Theaterregisseur, -leiter, Rezitator, Conferencier und Komponist († 1967)

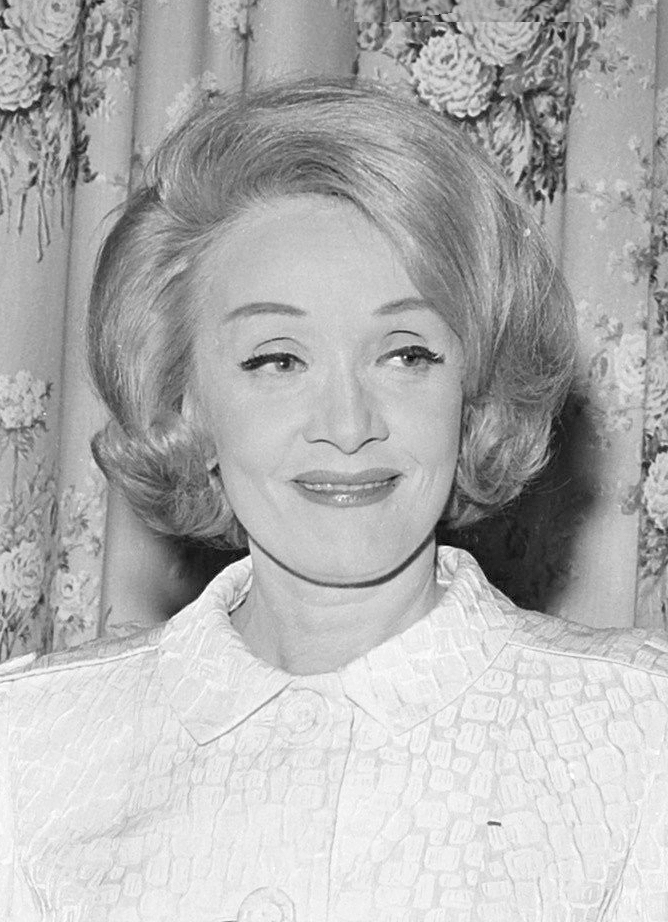
Marlene Dietrich; * 27. Dezember

- 22. November: Joaquín Rodrigo, spanischer Komponist und Pianist († 1999)
- 25. November: Tibor Serly, ungarischer Komponist († 1978)
- 01. Dezember: Ilona Feher, ungarisch-israelische Geigerin und Musikpädagogin († 1988)
- 02. Dezember: Leopold Stadelmann, österreichischer Orgelbauer († 1981)
- 04. Dezember: Michail Rafailowitsch Rauchwerger, russischer Komponist († 1989)
- 05. Dezember: Hanns Jelinek, österreichischer Komponist und Musikpädagoge († 1969)
- 05. Dezember: Franz Königshofer, österreichisch-schweizerischer Dirigent, Komponist & Musikwissenschaftler († 1970)
- 05. Dezember: Tivadar Országh, ungarischer Geiger, Komponist und Hochschullehrer († 1963)
- 22. Dezember: André Kostelanetz, US-amerikanischer Dirigent und Arrangeur russischer Herkunft († 1980)
- 24. Dezember: Enrique Mejía Arredondo, dominikanischer Komponist und Dirigent († 1951)
- 27. Dezember: Marlene Dietrich, deutsch-US-amerikanische Schauspielerin und Sängerin († 1992)

### Genaues Geburtsdatum unbekannt
- Emilio Grenet, kubanischer Komponist, Pianist und Musikpädagoge († 1941)
- Karl Prestele, deutscher Komponist, Pianist, Organist und Dirigent († unbekannt)

## Gestorben

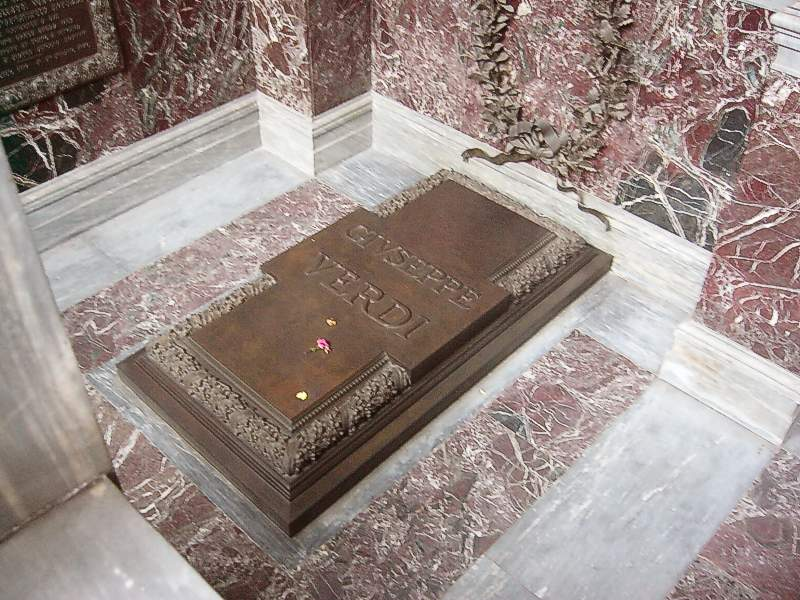
Giuseppe Verdis Grab in der Kapelle der Casa di Riposo in Mailand

### Todesdatum gesichert
- 11. Januar: Wassili Sergejewitsch Kalinnikow, russischer Komponist (* 1866)
- 13. Januar: Jules Cohen, französischer Komponist und Organist (* 1835)
- 27. Januar: Giuseppe Verdi, italienischer Komponist (* 1813)
- 28. Januar: Henri de Bornier, französischer Schriftsteller und Mitglied der Académie française (* 1825)
- 07. Februar: Elise Lavater, Schweizer Komponistin (* 1820)
- 11. Februar: Henry Willis, britischer Orgelbauer (* 1821)
- 17. Februar: Ethelbert Nevin, US-amerikanischer Pianist und Komponist (* 1862)

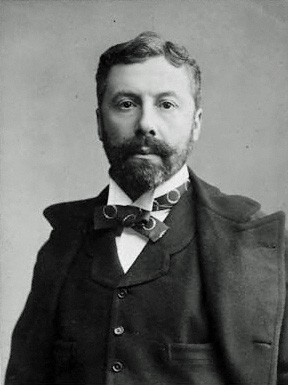
Richard D’Oyly Carte; † 3. April

- 26. Februar: Léonce Cohen, französischer Komponist (* 1829)
- 28. Februar: Eduardo Ocón y Rivas, spanischer Komponist, Organist und Pianist (* 1833)
- 04. März: Adolphe Jaime, französischer Dramatiker und Librettist (* 1825)
- 10. März: Friedrich Erdmann Petersilie, deutscher Orgelbauer (* 1825)
- 14. März: Rafał Maszkowski, polnischer Geiger und Dirigent (* 1838)
- 19. März: Philippe Gille, französischer Librettist und Dramatiker (* 1831)
- 20. März: Ludwig Schultze-Strelitz, deutscher Gesangspädagoge, Musikwissenschaftler und Herausgeber (* 1855)
- 31. März: John Stainer, britischer Organist und Komponist (* 1840)

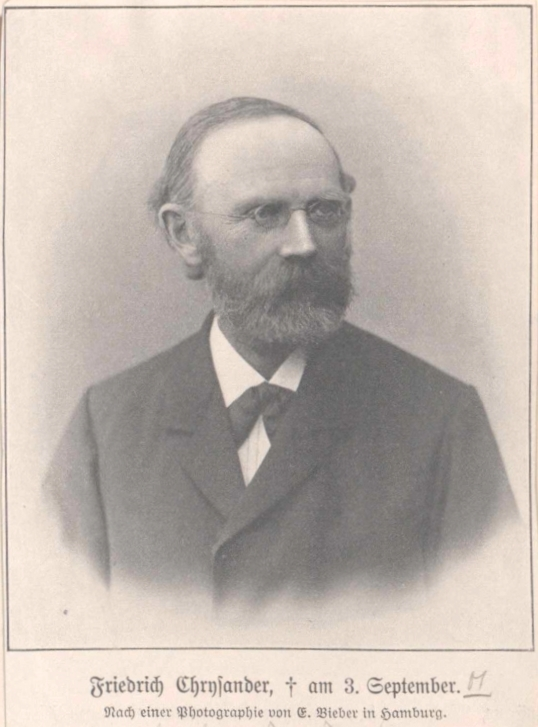
Friedrich Chrysander; † 3. September

- 03. April: Richard D’Oyly Carte, britischer Theateragent und Komponist; Produzent von Gilbert und Sullivan (* 1844)
- 14. April: Alice Barnett, britische Sängerin und Schauspielerin (* 1846)
- 15. April: Leopold Magenbauer, rumänischer Chorleiter und Komponist (* 1835)
- 18. April: James Monroe Deems, US-amerikanischer Brigade-General und Komponist (* 1818)
- 02. Mai: Franz Rummel, deutscher Pianist (* 1853)
- 09. Mai: Gottfried von Preyer, österreichischer Komponist und Dirigent (* 1807)
- 12. Mai: Abdu al-Hamuli, ägyptischer Musiker und Sänger (* 1854)

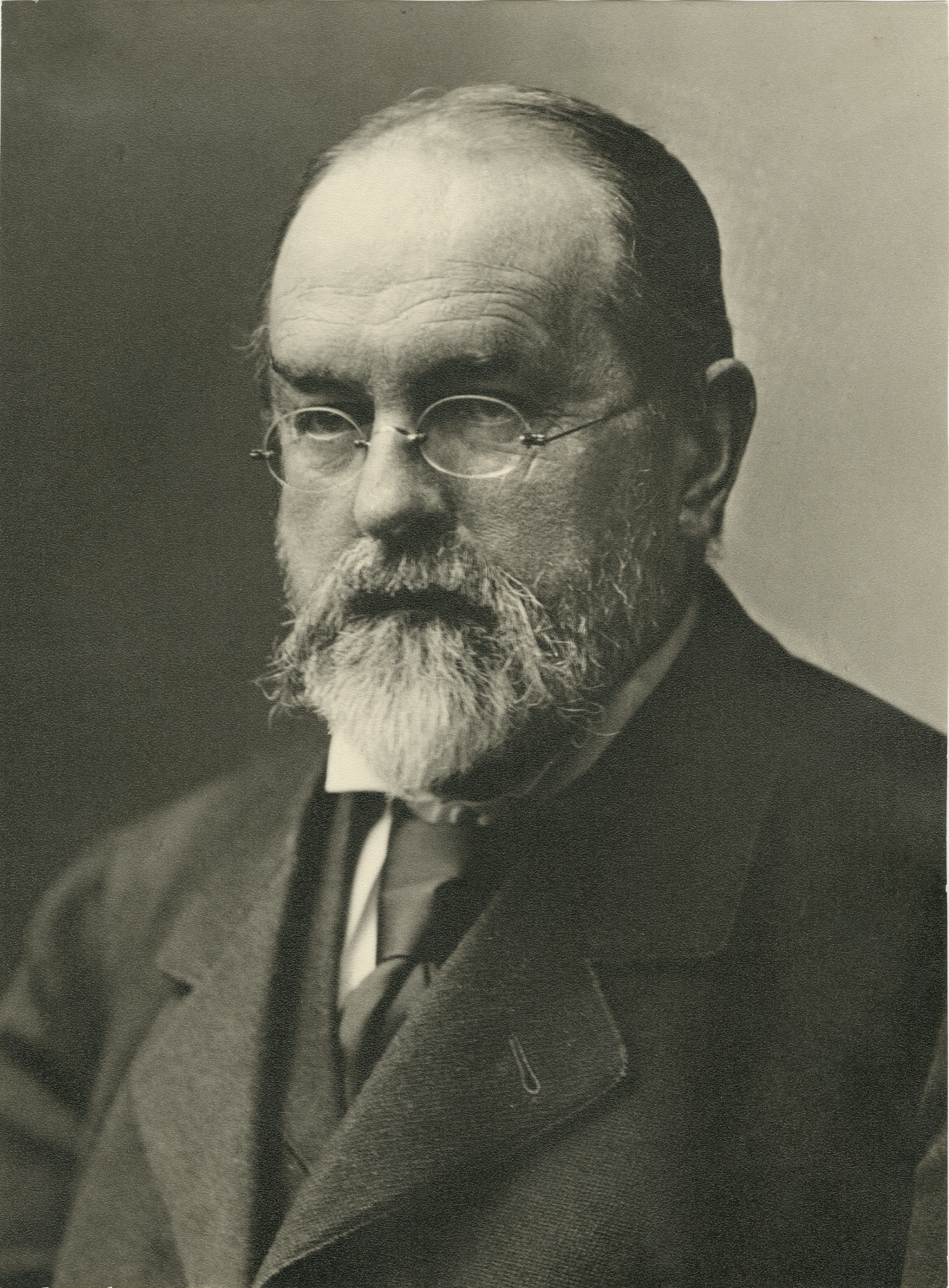
Joseph Gabriel Rheinberger; † 25. November

- 20. Mai: Betty Fibichová, tschechische Opernsängerin (* 1846)
- 31. Mai: Rosa Bordas, französische Sängerin (* 1840)
- 17. Juni: Cornelius Gurlitt, deutscher Komponist (* 1820)
- 21. Juni: Anton Hromada, böhmischer Theaterschauspieler und Sänger (* 1841)
- 23. Juni: Charles Kensington Salaman, britischer Pianist und Komponist (* 1814)
- 18. Juli: Carlo Alfredo Piatti, italienischer Cellist und Komponist (* 1822)
- 17. August: Edmond Audran, französischer Organist und Komponist (* 1840)
- 24. August: Gunnar Wennerberg, schwedischer Dichter, Komponist und Dichter (* 1817)
- 03. September: Friedrich Chrysander, deutscher Musikwissenschaftler (* 1826)
- 12. September: Emilie Rettich, österreichische Sängerin und Schauspielerin (* 1834)
- 29. September: Adelaide Borghi-Mamo, italienische Opernsängerin (* 1826)
- 22. Oktober: Frederic Archer, britischer Organist, Dirigent und Komponist (* 1838)
- 13. November: Emil Weiglin, deutscher Geiger und Konzertmeister (* 1841)
- 16. November: Martin Blumner, deutscher Komponist, Dirigent und Musiktheoretiker (* 1827)
- 24. November: Heinrich Urban, deutscher Komponist, Geiger und Musikpädagoge (* 1837)
- 25. November: Josef Gabriel Rheinberger, deutsch-liechtensteinischer Organist und Komponist (* 1839)
- 03. Dezember: Bonaventura Frigola i Frigola, katalanischer Komponist, Violinist und Kapellmeister (* 1829)
- 15. Dezember: Elias Álvares Lôbo, brasilianischer Komponist (* 1834)
- 28. Dezember: Hermann Lutter, deutscher Paukist, Militär- und Königlicher Kammermusiker (* 1847)

### Genaues Todesdatum unbekannt
- Ricardo Río Díaz, mexikanischer Pianist, Komponist und Musikpädagoge (* 1866)